# بيز إيلا
بيز إيلا (بالإنجليزية: Piz Ela)‏ هو أحد جبال سلسلة جبال الألب ألبولا ويقع في كانتون غراوبوندن في سويسرا. يحتل المرتبة رقم 88 في قائمة جبال سويسرا من حيث الارتفاع، إذ يبلغ ارتفاعه حوالي 3339 متر، بينما يبلغ ارتفاع نتوء الجبل 515 متر، هذا وقد سجل أول وصول لقمة الجبل عام 1865.